# Saison 1980-1981 de la LHOu
Saison précédente Saison suivante
La saison 1980-1981 est la 15e saison de hockey sur glace de la Ligue de hockey de l'Ouest. Les Cougars de Victoria remporte la Coupe du Président en battant en finale les Wranglers de Calgary. 

## Saison régulière
Ajout avant le début de la saison de deux nouvelles franchises; les Flyers de Spokane qui s'aligneront dans la division Ouest et les Warriors de Winnipeg qui pour leur part prendront place dans la division Est.  

### Classement
| Division Est           | PJ | V  | D  | N | Pts | BP  | BC  |
| ---------------------- | -- | -- | -- | - | --- | --- | --- |
| Pats de Regina         | 72 | 49 | 21 | 2 | 100 | 423 | 315 |
| Wranglers de Calgary   | 72 | 46 | 24 | 2 | 94  | 368 | 295 |
| Tigers de Medicine Hat | 72 | 40 | 29 | 3 | 83  | 358 | 302 |
| Broncos de Lethbridge  | 72 | 37 | 33 | 2 | 76  | 339 | 332 |
| Bighorns de Billings   | 72 | 30 | 40 | 2 | 62  | 336 | 334 |
| Wheat Kings de Brandon | 72 | 29 | 40 | 3 | 61  | 342 | 352 |
| Warriors de Winnipeg   | 72 | 28 | 43 | 1 | 57  | 298 | 345 |
| Blades de Saskatoon    | 72 | 22 | 47 | 3 | 47  | 297 | 427 |

| Division Ouest            | PJ | V  | D  | N | Pts | BP  | BC  |
| ------------------------- | -- | -- | -- | - | --- | --- | --- |
| Cougars de Victoria       | 72 | 60 | 11 | 1 | 121 | 462 | 217 |
| Winter Hawks de Portland  | 72 | 56 | 15 | 1 | 113 | 443 | 266 |
| Breakers de Seattle       | 72 | 26 | 46 | 0 | 52  | 318 | 393 |
| Flyers de Spokane         | 26 | 17 | 54 | 1 | 35¹ | 288 | 488 |
| Bruins de New Westminster | 72 | 17 | 54 | 1 | 35¹ | 306 | 512 |

¹ = Une rencontre de bris d'égalité fut effectué entre Spokane et New Westminster afin de  départager le détenteur de la quatrième position de la division Ouest.

### Meilleurs pointeurs
| Joueur         | Équipe       | PJ | B  | A   | Pts | Pun |
| -------------- | ------------ | -- | -- | --- | --- | --- |
| Brian Varga    | Regina       | 68 | 64 | 96  | 160 | 187 |
| Jock Callander | Regina       | 72 | 67 | 86  | 153 | 37  |
| Barry Pederson | Victoria     | 55 | 65 | 82  | 147 | 65  |
| Steve Tsujiura | Medicine Hat | 72 | 55 | 84  | 139 | 60  |
| Jim Benning    | Portland     | 72 | 28 | 111 | 139 | 61  |
| Gary Yaremchuk | Portland     | 72 | 56 | 79  | 135 | 121 |
| Dave Michayluk | Regina       | 72 | 62 | 71  | 133 | 39  |
| Dave Chartier  | Brandon      | 69 | 64 | 60  | 124 | 295 |
| Mark Sochatsky | Spokane      | 70 | 40 | 79  | 119 | 279 |
| Brian Shaw     | Portland     | 72 | 53 | 65  | 118 | 176 |

## Séries éliminatoires
Une première ronde est disputée entre les six équipes qualifiées de la division Est alors que les quatre équipes de l'Ouest accèdent directement aux Quarts de finale.
- Première ronde:
- Les Pats de Regina remportent leur série face aux Wheat Kings de Brandon par la marque de 4 victoires à 1.
- Les Wranglers de Calgary remportent leur série face aux Bighorns de Billings par la marque de 4 victoires à 1.
- Les Broncos de Lethbridge remportent leur série face aux Tigers de Medicine Hat par la marque de 4 victoires à 1.

|  | Quarts de finale         | Quarts de finale         |                      |   | Demi-finales | Demi-finales |  |  | Finale | Finale |
|  | Quarts de finale         | Quarts de finale         |                      |   | Demi-finales | Demi-finales |  |  | Finale | Finale |
|  |                          |                          |                      |   |              |              |  |  |        |        |
|  |                          |                          |                      |   |              |              |  |  |        |        |
|  |                          |                          |                      |   |              |              |  |  |        |        |
|  | Pats de Regina           |                          |                      |   |              |              |  |  |        |        |
|  |                          |                          |                      |   |              |              |  |  |        |        |
|  | Laissé-passé             |                          |                      |   |              |              |  |  |        |        |
|  | Pats de Regina           | 2                        |                      |   |              |              |  |  |        |        |
|  | Pats de Regina           | 2                        |                      |   |              |              |  |  |        |        |
|  |                          | Wranglers de Calgary     | 4                    |   |              |              |  |  |        |        |
|  | Wranglers de Calgary     | Wranglers de Calgary     | 4                    | 3 |              |              |  |  |        |        |
|  | Wranglers de Calgary     |                          |                      | 3 |              |              |  |  |        |        |
|  | Broncos de Lethbridge    | 1                        |                      |   |              |              |  |  |        |        |
|  | Broncos de Lethbridge    | 1                        | Wranglers de Calgary | 3 |              |              |  |  |        |        |
|  |                          |                          | Wranglers de Calgary | 3 |              |              |  |  |        |        |
|  |                          | Cougars de Victoria      | 4                    |   |              |              |  |  |        |        |
|  | Cougars de Victoria      | Cougars de Victoria      | 4                    | 4 |              |              |  |  |        |        |
|  | Cougars de Victoria      |                          |                      | 4 |              |              |  |  |        |        |
|  | Flyers de Spokane        | 0                        |                      |   |              |              |  |  |        |        |
|  | Flyers de Spokane        | 0                        | Cougars de Victoria  | 4 |              |              |  |  |        |        |
|  |                          |                          | Cougars de Victoria  | 4 |              |              |  |  |        |        |
|  |                          | Winter Hawks de Portland | 0                    |   |              |              |  |  |        |        |
|  | Winter Hawks de Portland | Winter Hawks de Portland | 0                    | 4 |              |              |  |  |        |        |
|  | Winter Hawks de Portland |                          |                      | 4 |              |              |  |  |        |        |
|  | Breakers de Seattle      | 1                        |                      |   |              |              |  |  |        |        |
|  | Breakers de Seattle      | 1                        |                      |   |              |              |  |  |        |        |

## Honneurs et trophées
- Trophée Scotty-Munro, remis au champion de la saison régulière : Cougars de Victoria.
- Trophée du Joueur le plus utile (MVP), remis au meilleur joueur : Steve Tsujirua, Tigers de Medicine Hat.
- Trophée Bob-Clarke, remis au meilleur pointeur : Brian Varga, Pats de Regina.
- Trophée du meilleur esprit sportif : Steve Tsujirua, Tigers de Medicine Hat.
- Trophée commémoratif Bill-Hunter, remis au meilleur défenseur : Jim Benning, Winter Hawks de Portland.
- Trophée Jim-Piggott, remis à la meilleure recrue : Dave Michayluk, Pats de Regina.
- Trophée Del-Wilson, remis au meilleur gardien : Grant Fuhr, Cougars de Victoria.
- Trophée Dunc-McCallum, remis au meilleur entraîneur : Ken Hodge, Winter Hawks de Portland.